# Aubert Frère
Pour les articles homonymes, voir Frère (homonymie).
Aubert Frère est un général français, né le 21 août 1881 à Grévillers (Pas-de-Calais) et mort le 13 juin 1944 au camp de concentration du Struthof.
Il dirige l'Organisation de résistance de l'Armée (ORA) en 1942.

## Biographie

### Premières années
Aubert Achille Jules Frère est le sixième des onze enfants d'une famille d'agriculteurs. Il reçoit une éducation chrétienne, élève du collège Saint-Jean-Baptiste de Bapaume de 1891 à 1896 et fait ses études secondaires au collège Saint-Bertin de Saint-Omer. Jeune bachelier, il réussit à 19 ans le concours d'entrée de l'École militaire de Saint-Cyr de la promotion du Tchad (1900-1902). En 1908, il est lieutenant au 2e régiment de tirailleurs algériens au poste de Bou-Anan au Maroc.
Après une campagne au Maroc (1902-1912), il quitte l'Afrique du nord en août 1912 et rejoint le 8e bataillon de chasseurs à Amiens, puis le 1er régiment d'infanterie à Cambrai.
Il épouse sa cousine issue-de-germaine Pauline Legrand, le 5 mai 1914, à Arras.

### Première Guerre mondiale
En août 1914, il prend part à la bataille de Charleroi avec le 1er régiment d'infanterie. Il participe à la guerre des tranchées à Verdun, en Champagne, et sur la Somme. En 1916, il est chef de bataillon au 1er régiment d'infanterie. En 1918, il est à la tête du 6e bataillon de chasseurs alpins. Pendant ce conflit, il est blessé gravement à trois reprises et cité huit fois. Il devient commandeur de la Légion d'honneur le 20 mai 1918. Lieutenant-colonel en juin 1918, il est nommé au commandement du 1er régiment d'infanterie à Cambrai.

### Entre-deux-guerres

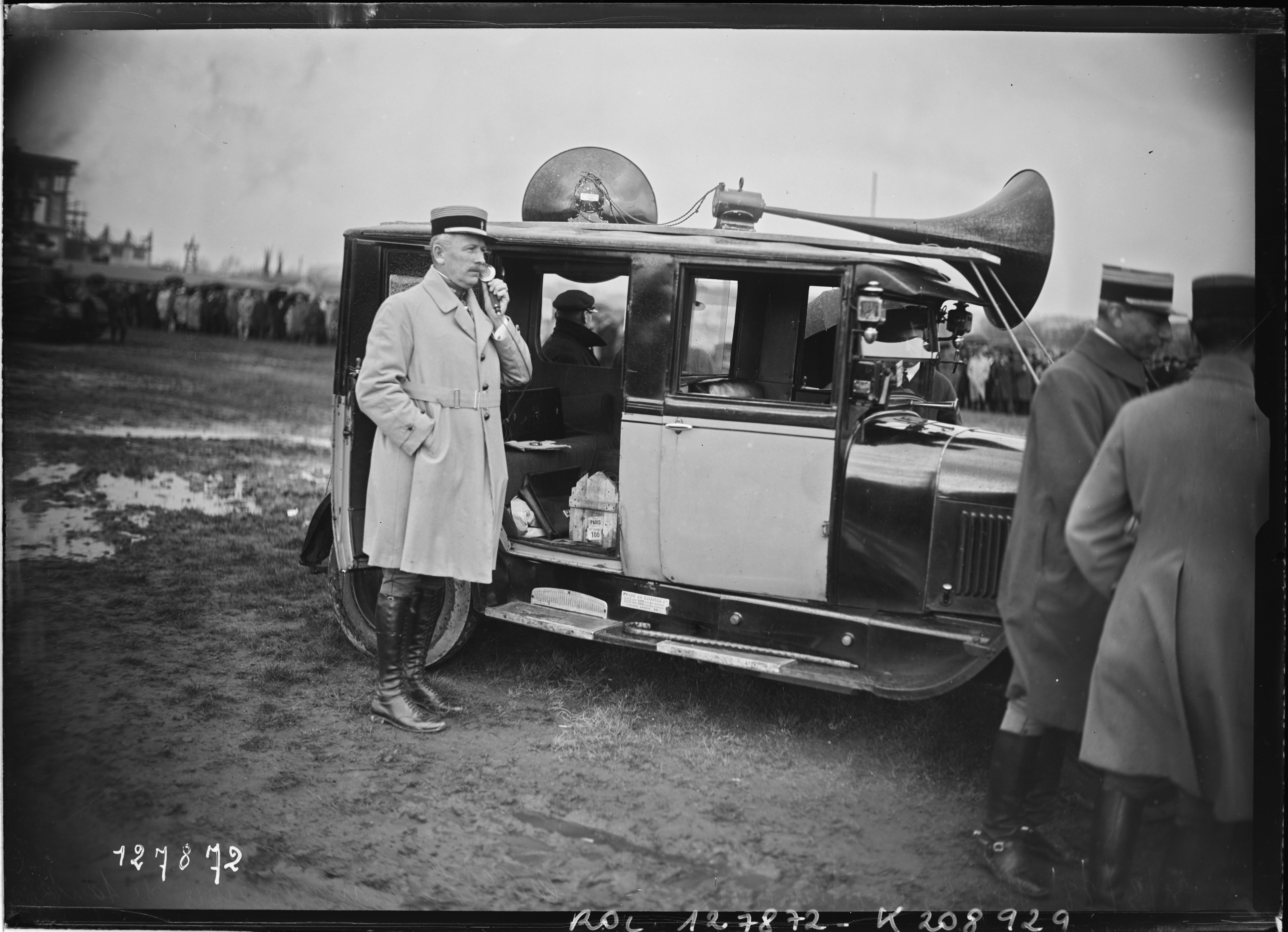
Le colonel Frère dirigeant l'entraînement des chars à Issy-les-Moulineaux en 1928.

Il prend, en 1925, la direction de l'École d'application des chars, au grade de colonel. Commandant l'École militaire de Saint-Cyr de 1931 à 1935, il est élevé à la dignité de grand officier de la Légion d'honneur le 20 décembre 1935 étant alors général de division.
De 1935 à 1937, il commande la 11e division d'infanterie à Nancy. En avril 1939, il est nommé gouverneur militaire de Strasbourg.

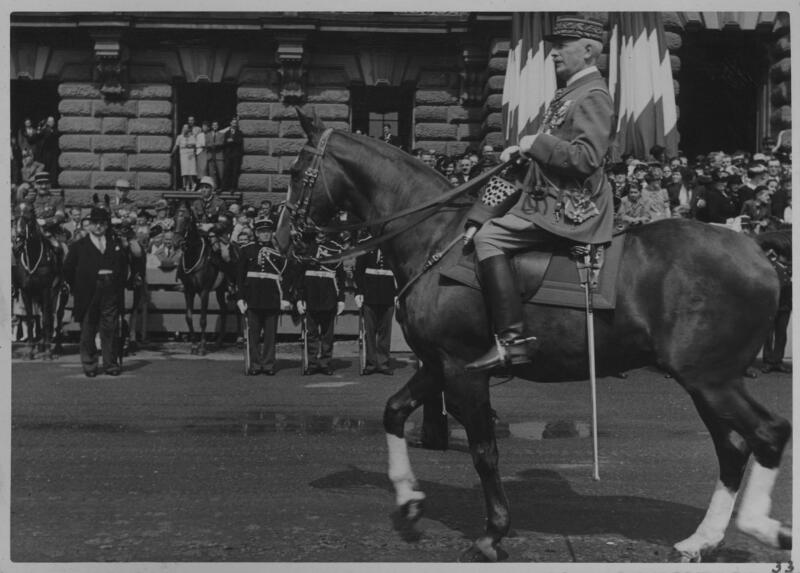
Le général Frère à Strasbourg le 14/7/1939.

### Seconde Guerre mondiale
Lors de l'invasion allemande, à la suite de la percée de Sedan, il est propulsé le 17 mai 1940 à la tête de la 7e armée reconstituée entre la Somme et l'Oise, et se trouve à ce titre le supérieur de Charles de Gaulle en mai-juin 1940. Il conduit le repli de la 7e armée au sein du groupe d’armées no 3 jusqu’au 25 juin.
Après l'armistice du 22 juin 1940, il reste dans l'Armée de Vichy et est nommé gouverneur militaire de Lyon et commandant de la 14e division militaire. Il préside le tribunal militaire de Clermont-Ferrand qui condamne de Gaulle à mort par contumace.
Il prend la direction de l'Organisation de résistance de l'Armée (ORA) en décembre 1942, après l'invasion de la zone Sud, dont il prend le commandement.
Le 16 juin 1943, il est arrêté par la Gestapo à Royat avec son épouse et incarcéré à Clermont-Ferrand,. En août, il est transféré à Fresnes et comparait devant le tribunal le 1er décembre.
Le 4 mai 1944, embarqué dans un train pour l'Allemagne qui est censé partir vers un château du Tyrol, mais qui, en réalité, s'arrête au camp du Struthof (Alsace). Il y meurt d'épuisement, le 13 juin 1944, assassiné lentement et cruellement.
Son épouse, jusque-là incarcérée au fort de Romainville, est déportée à Ravensbrück le 27 juillet 1944. « Elle en reviendra ».

## Décorations et hommages

### Décorations
- Grand officier de la légion d'honneur (20 décembre 1935)[8]
- Croix de guerre 1914-1918 (5 palmes, 2 étoiles de vermeil, 1 étoile de bronze)
- Croix de guerre 1939-1945 (2 palmes)
- Médaille de la Résistance française par décret du 23 février 1959[9].
- Médaille des blessés de guerre avec trois étoiles (blessé gravement à trois reprises en 1914-1918)
- Médaille coloniale avec agrafe "Sahara"

### Hommages

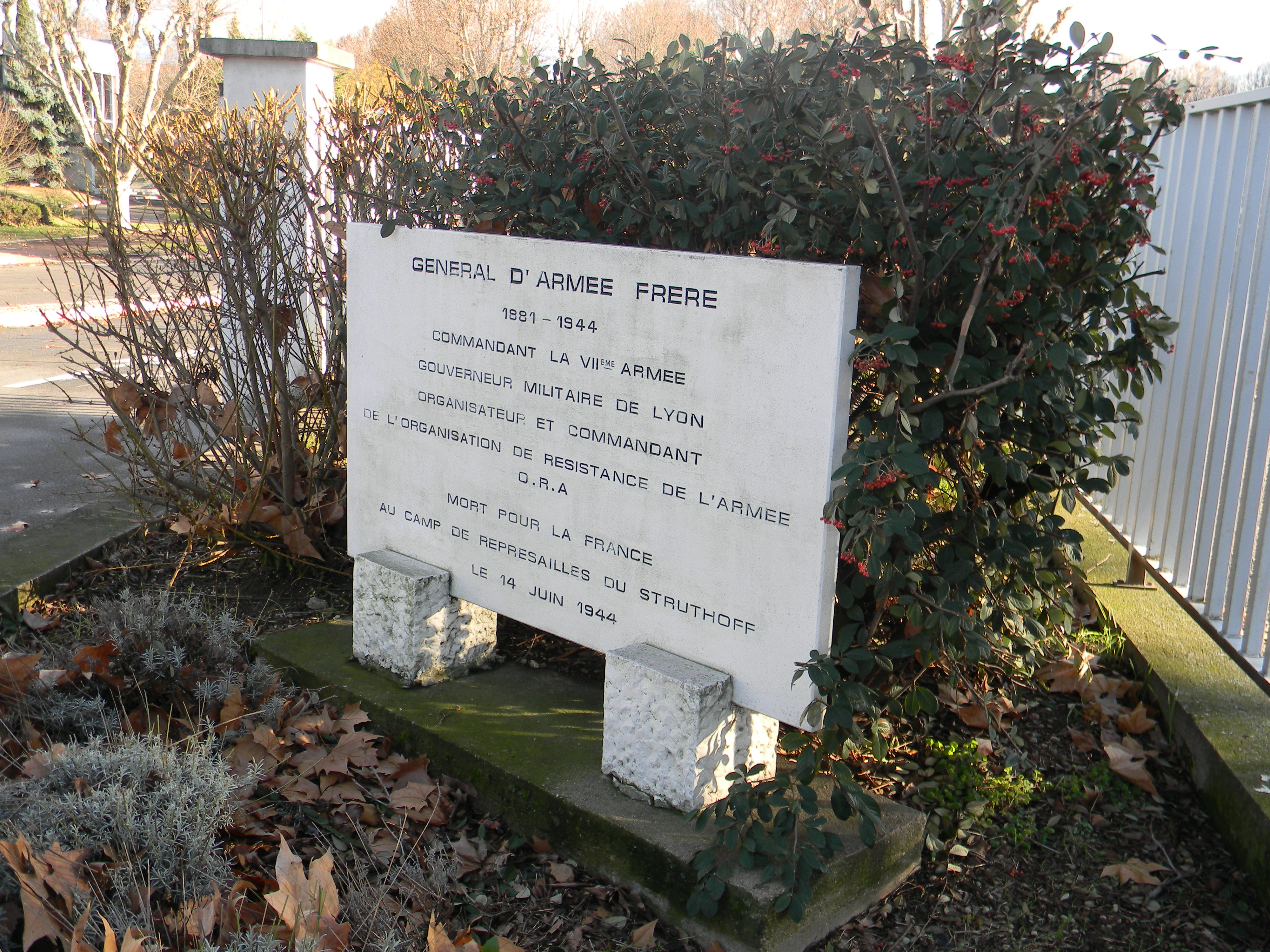
Plaque commémorative au quartier Général-Frère à Lyon.

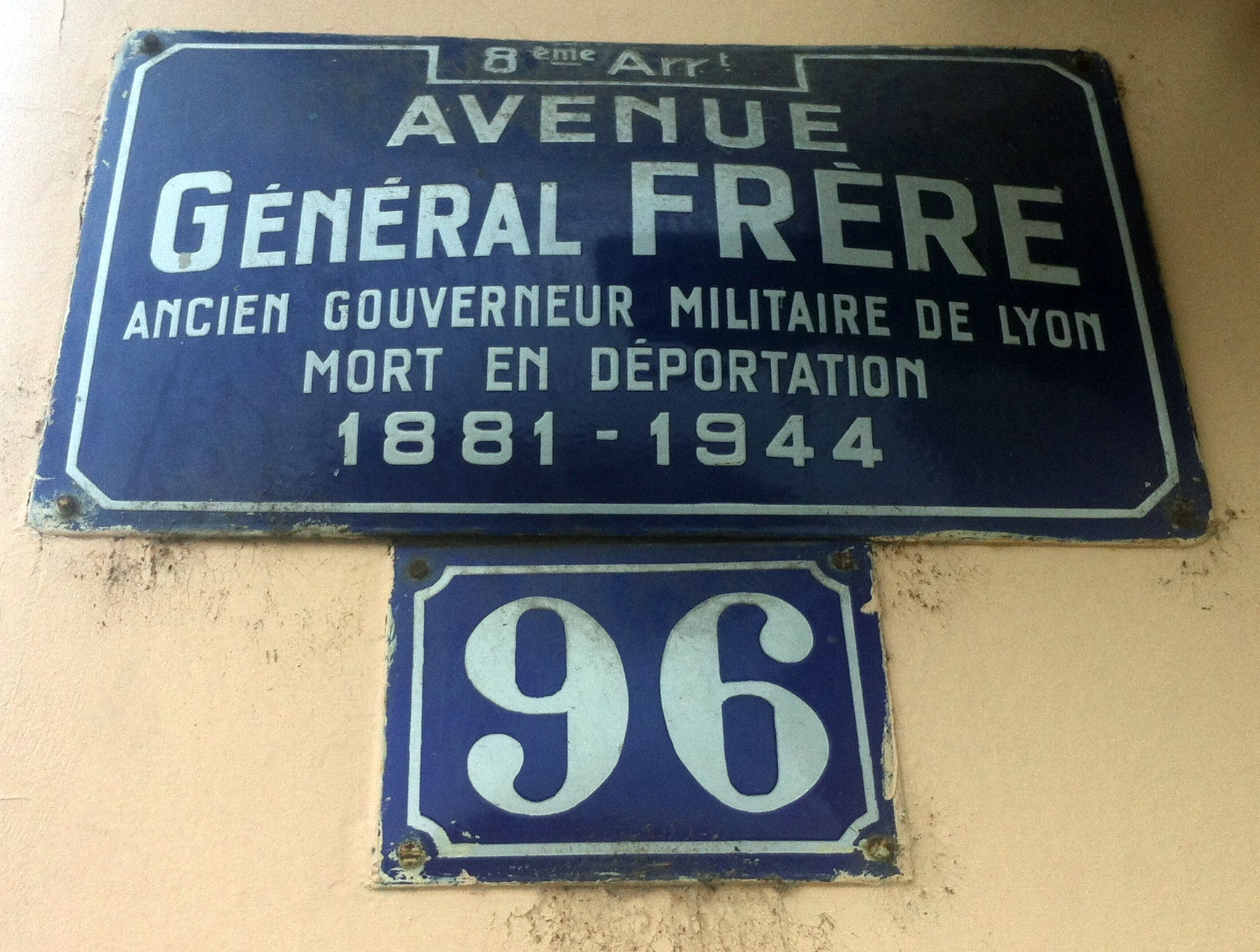
Avenue Général-Frère à Lyon (8e arrondissement).

Le quartier Général-Frère à Lyon porte son nom ainsi qu'une avenue de la ville.

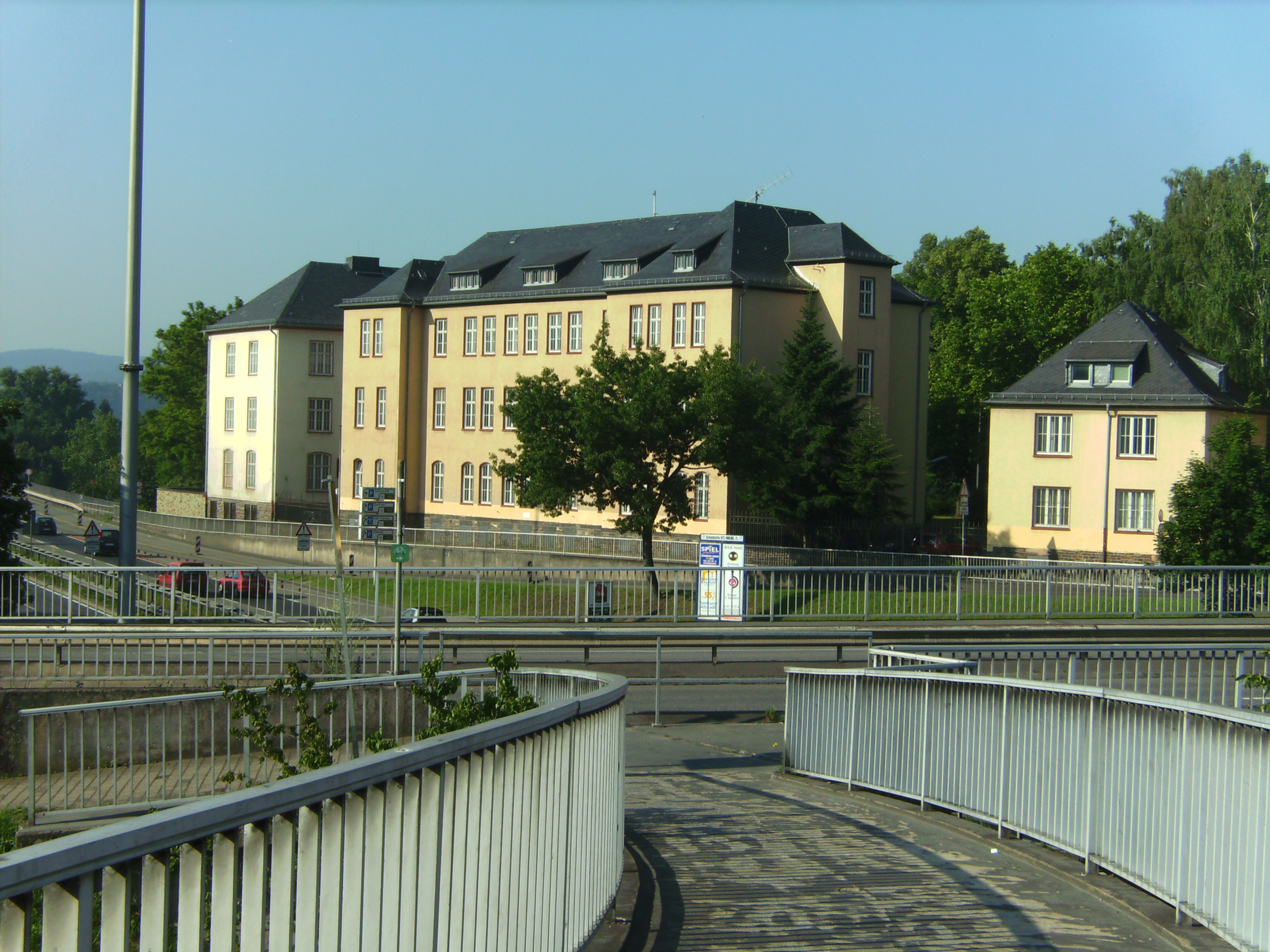
Ancien « Quartier Général Frére » à Coblence (de 1946 à 1969) - aujourd'hui la « Langemarck-Kaserne » de l'armée allemande

Depuis 1950, une rue de Strasbourg porte également son nom.
La ville de Vandœuvre-lès-Nancy a donné son nom à une de ses voies.
De 1964 à 1999, le Quartier Frère à Haguenau a accueilli le Centre mobilisateur N° 172 (1964-1992) puis une emprise du 54erégiment de transmissions (1992-1999). Il a été rasé en 2000 pour donner naissance à un lotissement.
La 135e promotion de Saint-Cyr (1948-1950) porte son nom.